# Rohbauland
Als Rohbauland werden in der Landschaftsgestaltung, Raumordnung oder Stadtplanung Grundstücksflächen bezeichnet, die nach den §§ 30 BauGB, § 33 BauGB oder § 34 BauGB für eine bauliche Nutzung bestimmt sind, deren Erschließung aber noch nicht gesichert ist oder die nach Lage, Form oder Größe für eine bauliche Nutzung unzureichend gestaltet sind.

## Allgemeines
Diese Legaldefinition aus § 5 Abs. 3 ImmoWertV ist nicht identisch mit dem umgangssprachlichen Verständnis, das als Rohbauland alle Grundstücke bezeichnet, auf denen mit einem Rohbau begonnen wurde. Um eine Grundstücksfläche als Rohbauland bezeichnen zu können, ist eine Bebauung nach § 30 BauGB bereits gegeben, wenn ein Bebauungsplan Art und Maß der baulichen Nutzung, überbaubare Grundstücksflächen und die verkehrliche Nutzung ausweist.

## Rechtsgrundlagen
Die verschiedenen Grundstücksarten im Hinblick auf ihre Bebauung werden im BauGB, im BewG und in der ImmoWertV behandelt, wenngleich der unterschiedliche Gesetzeszweck die Merkmale der Definition beeinflusst.
Das Rohbauland ist Bauland laut dem Bebauungsplan, dessen Erschließung vorbereitet ist.

## Grundstücksstatus
Je nach dem Status eines Grundstückes werden folgende Entwicklungsstufen unterschieden:
- Unbebaute Grundstücke sind nach § 72 BewG Grundstücke, auf denen sich keine benutzbaren Gebäude befinden. Gibt es auf einem Grundstück Gebäude, deren Zweckbestimmung und Wert gegenüber der Zweckbestimmung und dem Wert des Grund und Bodens von untergeordneter Bedeutung sind, so gilt das Grundstück als unbebaut (§ 72 Abs. 2 BewG). Als unbebautes Grundstück gilt auch ein Grundstück, auf dem infolge der Zerstörung oder des Verfalls der Gebäude auf die Dauer benutzbarer Raum nicht mehr vorhanden ist (§ 72 Abs. 3 BewG).
- Bauerwartungsland sind nach § 3 ImmoWertV GrundstücksFlächen, die nach ihren weiteren Grundstücksmerkmalen eine bauliche Nutzung aufgrund konkreter Tatsachen, insbesondere nach dem Stand der Bauleitplanung, dem Flächennutzungsplan und nach der sonstigen städtebaulichen Entwicklung des Gebiets, mit hinreichender Sicherheit erwarten lassen.
- Rohbauland sind Grundstücksflächen, die nach den §§ 30 BauGB, § 33 BauGB oder § 34 BauGB für eine bauliche Nutzung bestimmt sind, deren Erschließung aber noch nicht gesichert ist oder die nach Lage, Form oder Größe für eine bauliche Nutzung unzureichend gestaltet sind.
- Bauland sind im Sinne des Baurechts Grundstücke, für die ein beschlossener Flächennutzungsplan die kurz- oder mittelfristige Bebauung vorsieht.[4]
- Baureifes Land sind gemäß § 3 Abs. 4 ImmoWertV vollständig erschlossene Grundstücke.

Im umgangssprachlichen Sinne ist Rohbauland ein Grundstück, auf dem nach dem Bauablauf ein Rohbau errichtet wird oder worden ist.
Das Rohbauland hat den Status des Bauerwartungslands überwunden und wird durch kommunalen Beschluss eines Flächennutzungsplans zum Bauland. 

## Arten
Zu unterscheiden ist zwischen Brutto- und Nettorohbauland. Während beim Bruttorohbauland lediglich der Bebauungsplan rechtsverbindlich wird, wird beim Nettorohbauland die um die Straßenflächen verkleinerte, bebaubare Fläche bezeichnet.